# 2007年世界陸上競技選手権大会
2007年世界陸上競技選手権大会（2007ねんせかいりくじょうきょうぎせんしゅけんたいかい）は、2007年に開催された、世界陸上競技選手権大会の第11回大会。日本の大阪市にある長居スタジアムをメイン会場として2007年（平成19年）8月25日から9月2日まで開催された。正式名称は「第11回IAAF世界陸上競技選手権大阪大会（11th IAAF World Championships in Athletics）」。日本でこの大会が開かれたのは1991年の東京大会以来16年ぶりであった。また北京オリンピックを翌2008年に控えていたことから、五輪の前哨戦の意味合いもあった。
公式マスコットキャラクターは「トラッフィー」。ロゴはデジタルの計時表示で[O:SA'KA"2007]。大会スローガンは『「大阪」発、世界新記録。』であったが、開催された全ての競技において世界記録は更新されなかった。
主催は国際陸上競技連盟、主管は財団法人日本陸上競技連盟、実施運営は財団法人IAAF世界陸上2007大阪大会組織委員会である。
なお、マラソンコースは大阪国際女子マラソンと同じコース（当時）、競歩は長居公園の周回コースを使用した。

## 開会式

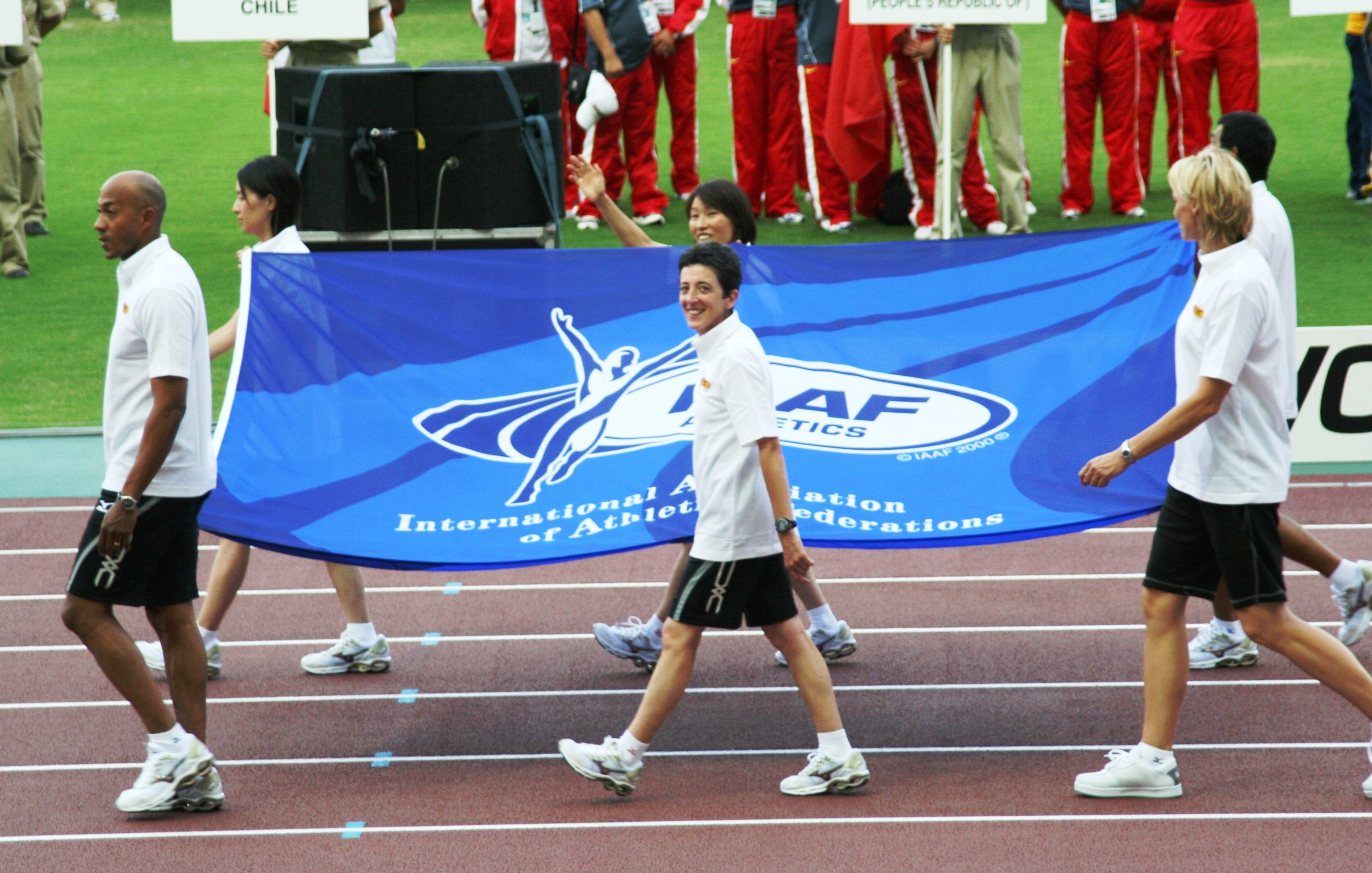
開会式

開会式は8月25日に挙行された。式には明仁天皇、美智子皇后（いずれも当時）が出席し開会宣言は天皇が行った。
開会式のアトラクションは「大阪・関西」の特色を前面に出したものとなった。冒頭ではくいだおれ太郎の扮装をした「くいだおれダンサーズ」26人による大道芸が披露された。また宝塚歌劇団も参加。春野寿美礼が日本国国歌を独唱し、水夏希など雪組の5人(AQUA5)がダンスを披露した。さらに、関西の大学・高校から選抜されたチアリーダーによる演技なども行われた。TBSメインキャスターの織田裕二が大会公式ソング「All my treasures」を熱唱した。最後は四代目坂田藤十郎による口上と大阪締めで終了した。
海外からはサラ・ブライトマンが参加した。
各国代表の入場行進ではTBSがかつてスポーツ中継テーマとして使用した「コバルトの空」が流された。

## 閉会式
閉会式は9月2日に挙行。アトラクションは河内家菊水丸による盆踊りであった。次回の開催地であるドイツのベルリン市長に国際陸上競技連盟旗が引継された。

## 暑さ対策
南西諸島を含め8月の平均気温が日本一という夏の暑さに襲われる大阪で、8月後半に陸上競技を行うことはまさに蒸し暑さとの戦いであることが予想された。そこでメインスタジアムやマラソンコースではドライミストを噴霧したり、マラソンの開始時刻を朝の7時にするなどの暑さ対策をとったが、それでも選手に熱中症、脱水症状が原因と考えられる痙攣が多発するなどのトラブルがおきた。

## 競技結果

### 男子
2003 | 2005 | 2007 | 2009 | 2011
| 競技種目         | 金 | 金           | 銀                                                                                     | 銀           | 銅 | 銅           |
| トラック競技     | トラック競技                                                                                             | トラック競技 | トラック競技                                                                           | トラック競技 | トラック競技                                                                                           | トラック競技 |
| ---------------- | --- | ------------ | -------------------------------------------------------------------------------------- | ------------ | --- | ------------ |
| 100m             | タイソン・ゲイ アメリカ合衆国                                                                            | 9.85         | デリック・アトキンス バハマ                                                            | 9.91         | アサファ・パウエル ジャマイカ                                                                          | 9.96         |
| 200m             | タイソン・ゲイ アメリカ合衆国                                                                            | 19.76 大会新 | ウサイン・ボルト ジャマイカ                                                            | 19.91        | ウォーレス・スピアモン アメリカ合衆国                                                                  | 20.05        |
| 400m             | ジェレミー・ウォリナー アメリカ合衆国                                                                    | 43.45        | ラショーン・メリット アメリカ合衆国                                                    | 43.96        | アンジェロ・テイラー アメリカ合衆国                                                                    | 44.32        |
| 800m             | アルフレッド・キーワ・イエゴ · ケニア                                                                    | 1:47.09      | ゲーリー・リード カナダ                                                                | 1:47.10      | ユーリー・ボルザコフスキー ロシア                                                                      | 1:47.39      |
| 1500m            | バーナード・ラガト アメリカ合衆国                                                                        | 3:34.77      | ラシド・ラムジ バーレーン                                                              | 3:35.00      | シャドラック・コリル · ケニア                                                                          | 3:35.04      |
| 5000m            | バーナード・ラガト アメリカ合衆国                                                                        | 13:45.87     | エリウド・キプチョゲ · ケニア                                                          | 13:46.00     | モーゼス・キプシロ ウガンダ                                                                            | 13:46.75     |
| 10000m           | ケネニサ・ベケレ エチオピア                                                                              | 27:05.90     | シレシ・シヒネ エチオピア                                                              | 27:09.03     | マーティン・マサシ · ケニア                                                                            | 27:12.17     |
| マラソン         | ルーク・キベト · ケニア                                                                                  | 2:15:59      | ムバラク・ハッサン・シャミ カタール                                                    | 2:17:18      | ビクトル・ロスリン スイス                                                                              | 2:17:25      |
| （マラソン団体） | 日本 | 6:54:23      | 韓国                                                                                   | 7:12:08      | ケニア                                                                                                 | 7:12:33      |
| 110mハードル     | 劉翔 中国                                                                                                | 12.95        | テレンス・トランメル アメリカ合衆国                                                    | 12.99        | デービッド・ペイン アメリカ合衆国                                                                      | 13.02        |
| 400mハードル     | カーロン・クレメント アメリカ合衆国                                                                      | 47.61        | フェリックス・サンチェス ドミニカ共和国                                                | 48.01        | マレク・プワブゴ ポーランド                                                                            | 48.12        |
| 3000m障害        | ブライミン＝キプロプ・キプルト · ケニア                                                                  | 8:13.82      | エゼキエル・ケンボイ · ケニア                                                          | 8:16.94      | リチャード・キプケンボイ・メートロング · ケニア                                                        | 8:17.59      |
| 20km競歩         | ジェファーソン・ペレス エクアドル                                                                        | 1:22:20      | フランシスコ・ハビエル・フェルナンデス スペイン                                        | 1:22:40      | ハテム・グーラ チュニジア                                                                              | 1:22:40      |
| 50km競歩         | ネーサン・ディークス オーストラリア                                                                      | 3:43:53      | ヨアン・ディニズ フランス                                                              | 3:44:22      | アレックス・シュバーツァー イタリア                                                                    | 3:4438       |
| 4×100mリレー     | アメリカ合衆国 ダービス・パットン ウォーレス・スピアモン タイソン・ゲイ リロイ・ディクソン               | 37.78        | ジャマイカ マービン・アンダーソン ウサイン・ボルト ネスタ・カーター アサファ・パウエル | 37.89        | イギリス クリスチャン・マルコム クレイグ・ピカリング マーロン・デボニッシュ マーク・ルイス＝フランシス | 37.90        |
| 4×400mリレー     | アメリカ合衆国 ラショーン・メリット アンジェロ・テイラー ダロルド・ウィリアムソン ジェレミー・ウォリナー | 2:55.56      | バハマ アバード・モンカー マイケル・マシュー アンドレア・ウィリアムス クリス・ブラウン | 2:59.18      | ポーランド マレク・プワブゴ ダニエル・ダブロウスキー Marcin Marciniszyn Kacper KozłowskiSanjay         | 3:00.05      |
| フィールド競技   | |              |                                                                                        |              | |              |
| 走高跳           | ドナルド・トーマス バハマ                                                                                | 2m35         | ヤロスラフ・リバコフ ロシア                                                            | 2m35         | キリアコス・イオアヌ キプロス                                                                          | 2m35         |
| 棒高跳           | ブラッド・ウォーカー アメリカ合衆国                                                                      | 5m86         | ロマン・メニル フランス                                                                | 5m86         | ダニー・エッカー ドイツ                                                                                | 5m81         |
| 走幅跳           | イルビング・サラディノ パナマ                                                                            | 8m57         | アンドリュー・ハウ イタリア                                                            | 8m47         | ドワイト・フィリップス アメリカ合衆国                                                                  | 8m30         |
| 三段跳           | ネルソン・エボラ ポルトガル                                                                              | 17m74        | ジャデル・グレゴリオ ブラジル                                                          | 17m59        | ウォルター・デービス アメリカ合衆国                                                                    | 17m33        |
| 砲丸投           | リース・ホッファ アメリカ合衆国                                                                          | 22m04        | アダム・ネルソン アメリカ合衆国                                                        | 21m61        | ルトガー・スミス オランダ                                                                              | 21m13        |
| 円盤投           | ゲルド・カンテル · エストニア                                                                            | 68m94        | ロバート・ハルティング ドイツ                                                          | 66m68        | ルトガー・スミス オランダ                                                                              | 66m42        |
| やり投           | テロ・ピトカマキ · フィンランド                                                                          | 90m33        | アンドレアス・トルキルドセン · ノルウェー                                              | 88m61        | ブロー・グリア アメリカ合衆国                                                                          | 86m21        |
| ハンマー投       | イワン・チホン · ベラルーシ                                                                              | 83m63        | プリモジュ・コズムス スロベニア                                                        | 82m29        | リボル・ハルフレイタグ スロバキア                                                                      | 81m60        |
| 十種競技         | ロマン・セブルレ · チェコ                                                                                | 8676         | モーリス・スミス ジャマイカ                                                            | 8644         | ドミトリー・カルポフ カザフスタン                                                                      | 8586         |

- 公開競技　車いす1500m走

### 女子
2003 | 2005 | 2007 | 2009 | 2011
| 競技種目         | 金                                                                                                | 金           | 銀 | 銀           | 銅                                                                           | 銅           |
| トラック競技     | トラック競技                                                                                      | トラック競技 | トラック競技                                                                                                   | トラック競技 | トラック競技                                                                 | トラック競技 |
| ---------------- | ------------------------------------------------------------------------------------------------- | ------------ | --- | ------------ | ---------------------------------------------------------------------------- | ------------ |
| 100m             | ベロニカ・キャンベル ジャマイカ                                                                   | 11.01        | ローリン・ウィリアムズ アメリカ合衆国                                                                          | 11.01        | カルメリタ・ジーター アメリカ合衆国                                          | 11.02        |
| 200m             | アリソン・フェリックス アメリカ合衆国                                                             | 21.81        | ベロニカ・キャンベル ジャマイカ                                                                                | 22.34        | スサンティカ・ジャヤシンゲ スリランカ                                        | 22.63        |
| 400m             | クリスティーン・オールグー イギリス                                                               | 49.61        | ニコラ・サンダース イギリス                                                                                    | 49.65        | ノブレーン・ウィリアムズ ジャマイカ                                          | 49.66        |
| 800m             | ジェネス・ジェプコスゲイ · ケニア                                                                 | 1:56.04      | ハスナ・ベンハシ モロッコ                                                                                      | 1:56.99      | マイテ・マルティネス スペイン                                                | 1:57.62      |
| 1500m            | マリアム・ユスフ・ジャマル バーレーン                                                             | 3:58.75      | イリーナ・リシチンスカ · ウクライナ                                                                            | 4:00.69      | ダニエラ・ヨルダノワ · ブルガリア                                            | 4:00.82      |
| 5000m            | メセレト・デファー エチオピア                                                                     | 14:57.91     | ビビアン・チェルイヨット · ケニア                                                                              | 14:58.50     | プリスコジェプレティング・ヌゲティク · ケニア                                | 14:59.21     |
| 10000m           | ティルネシュ・ディババ エチオピア                                                                 | 31:55.41     | エルバン・アベイレゲッセ トルコ                                                                                | 31:59.40     | カラ・ガウチャー アメリカ合衆国                                              | 32:02.05     |
| マラソン         | キャサリン・ヌデレバ · ケニア                                                                     | 2:30:37      | 周春秀 中国 | 2:30:45      | 土佐礼子 日本                                                                | 2:30:55      |
| （マラソン団体） | ケニア                                                                                            | 7:35:02      | 中国 | 7:35:52      | 日本                                                                         | 7:37:39      |
| 100mハードル     | ミシェル・ペリー アメリカ合衆国                                                                   | 12.46        | ペルディタ・フェリシアン カナダ                                                                                | 12.49        | デロリーン・エニス・ロンドン ジャマイカ                                      | 12.50        |
| 400mハードル     | ヤナ・ローリンソン オーストラリア                                                                 | 53.31        | ユリア・ペチョンキナ ロシア                                                                                    | 53.50        | アンナ・イェシェン ポーランド                                                | 53.92        |
| 3000m障害        | エカテリーナ・ヴォルコワ ロシア                                                                   | 9:06.57 CR   | タチアナ・ペトロワ ロシア                                                                                      | 9:09.19      | ユーニス・ジェプコリル · ケニア                                              | 9:20.09      |
| 20km競歩         | オルガ・カニスキナ ロシア                                                                         | 1:30:09      | タチアナ・シェミャキナ ロシア                                                                                  | 1:30:42      | マリア・バスコ スペイン                                                      | 1:30.47      |
| 4×100mリレー     | アメリカ合衆国 ローリン・ウィリアムズ アリソン・フェリックス Mikele Barber トーリ・エドワーズ     | 41.98        | ジャマイカ Sheri-Ann Brooks ケロン・スチュワート Simone Facey ベロニカ・キャンベル                             | 42.01        | ベルギー Olivia Borlée Hanna Mariën Élodie Ouédraogo キム・ゲバエルト        | 42.75        |
| 4×400mリレー     | アメリカ合衆国 ディーディー・トロッター アリソン・フェリックス Mary Wineberg サーニャ・リチャーズ | 3:18.55      | ジャマイカ シェリカ・ウィリアムズ シェリーファ・ロイド ディヴィータ・プレンダーガスト ノブレーン・ウィリアムズ | 3:19.73      | イギリス クリスティーン・オールグー Marilyn Okoro Lee McConne Nicola Sanders | 3:20.04      |
| フィールド競技   |                                                                                                   |              | |              |                                                                              |              |
| 走高跳           | ブランカ・ブラシッチ クロアチア                                                                   | 2m05         | アンナ・チチェロワ ロシア アントニエッタ・ディマルティーノ イタリア                                            | 2m03         |                                                                              |              |
| 棒高跳           | エレーナ・イシンバエワ ロシア                                                                     | 4m80         | カテリナ・バドウロバ · チェコ                                                                                  | 4m75         | スベトラーナ・フェオファノワ ロシア                                          | 4m75         |
| 走幅跳           | タチアナ・レベデワ ロシア                                                                         | 7m03         | リュドミラ・コルチャノワ ロシア                                                                                | 6m92         | タチアナ・コトワ ロシア                                                      | 6m90         |
| 三段跳           | ヤルヘリス・サビヌ · キューバ                                                                     | 15m28        | タチアナ・レベデワ ロシア                                                                                      | 15m07        | クリソピギ・デベツィ ギリシャ                                                | 15m04        |
| 砲丸投           | バレリー・ビリ ニュージーランド                                                                   | 20m54        | ナドゼヤ・オスタプチュク · ベラルーシ                                                                          | 20m48        | ナディーネ・クライネルト ドイツ                                              | 19m77        |
| 円盤投           | フランカ・ディーチュ ドイツ                                                                       | 66m61        | ヤレリス・バリオス · キューバ                                                                                  | 63m90        | ニコレタ・グラス · ルーマニア                                                | 63m40        |
| やり投           | バルボラ・シュポタコバ · チェコ                                                                   | 67m07        | クリスティーナ・オーバークフォル ドイツ                                                                        | 66m46        | シュテフィ・ネリウス ドイツ                                                  | 64m42        |
| ハンマー投       | ベティー・ハイドラー ドイツ                                                                       | 74m76        | イプシ・モレノ · キューバ                                                                                      | 74m74        | 張文秀 中国                                                                  | 74m39        |
| 七種競技         | カロリナ・クリュフト · スウェーデン                                                               | 7032         | リュドミラ・ブロンスカ · ウクライナ                                                                            | 6832         | ケリー・サザートン イギリス                                                  | 6510         |

- 公開競技　車いす1500m走

メインスタジアムのトラック競技集合BGMは法螺貝の音（大坂夏の陣から）。

### 国別メダル受賞数
| 順   | 国・地域         | 金 | 銀 | 銅 | 計  |
| ---- | ---------------- | -- | -- | -- | --- |
| 1    | アメリカ合衆国   | 14 | 4  | 8  | 26  |
| 2    | ケニア           | 5  | 3  | 5  | 13  |
| 3    | ロシア           | 4  | 7  | 3  | 14  |
| 4    | エチオピア       | 3  | 1  | 0  | 4   |
| 5    | ドイツ           | 2  | 2  | 3  | 7   |
| 6    | チェコ           | 2  | 1  | 0  | 3   |
| 7    | オーストラリア   | 2  | 0  | 0  | 2   |
| 8    | ジャマイカ       | 1  | 6  | 3  | 10  |
| 9    | バハマ           | 1  | 2  | 0  | 3   |
| 9    | キューバ         | 1  | 2  | 0  | 3   |
| 11   | イギリス         | 1  | 1  | 3  | 5   |
| 12   | 中国             | 1  | 1  | 1  | 3   |
| 13   | バーレーン       | 1  | 1  | 0  | 2   |
| 13   | ベラルーシ       | 1  | 1  | 0  | 2   |
| 15   | クロアチア       | 1  | 0  | 0  | 1   |
| 15   | エクアドル       | 1  | 0  | 0  | 1   |
| 15   | エストニア       | 1  | 0  | 0  | 1   |
| 15   | フィンランド     | 1  | 0  | 0  | 1   |
| 15   | ニュージーランド | 1  | 0  | 0  | 1   |
| 15   | パナマ           | 1  | 0  | 0  | 1   |
| 15   | ポルトガル       | 1  | 0  | 0  | 1   |
| 15   | スウェーデン     | 1  | 0  | 0  | 1   |
| 23   | イタリア         | 0  | 2  | 1  | 3   |
| 24   | カナダ           | 0  | 2  | 0  | 2   |
| 24   | フランス         | 0  | 2  | 0  | 2   |
| 24   | ウクライナ       | 0  | 2  | 0  | 2   |
| 27   | スペイン         | 0  | 1  | 2  | 3   |
| 28   | ブラジル         | 0  | 1  | 0  | 1   |
| 28   | ドミニカ共和国   | 0  | 1  | 0  | 1   |
| 28   | モロッコ         | 0  | 1  | 0  | 1   |
| 28   | ノルウェー       | 0  | 1  | 0  | 1   |
| 28   | カタール         | 0  | 1  | 0  | 1   |
| 28   | スロベニア       | 0  | 1  | 0  | 1   |
| 28   | トルコ           | 0  | 1  | 0  | 1   |
| 35   | ポーランド       | 0  | 0  | 3  | 3   |
| 36   | オランダ         | 0  | 0  | 2  | 2   |
| 37   | ベルギー         | 0  | 0  | 1  | 1   |
| 37   | ブルガリア       | 0  | 0  | 1  | 1   |
| 37   | キプロス         | 0  | 0  | 1  | 1   |
| 37   | ギリシャ         | 0  | 0  | 1  | 1   |
| 37   | 日本             | 0  | 0  | 1  | 1   |
| 37   | カザフスタン     | 0  | 0  | 1  | 1   |
| 37   | ルーマニア       | 0  | 0  | 1  | 1   |
| 37   | スリランカ       | 0  | 0  | 1  | 1   |
| 37   | スイス           | 0  | 0  | 1  | 1   |
| 37   | スロバキア       | 0  | 0  | 1  | 1   |
| 37   | チュニジア       | 0  | 0  | 1  | 1   |
| 37   | ウガンダ         | 0  | 0  | 1  | 1   |
| 合計 | 合計             | 47 | 48 | 46 | 141 |

## 大会公式ソング
- 「All my treasures」 （歌：織田裕二 ／ 作詞：溝下創・広保宣 ／ 作曲：溝下創）

## テロ対策

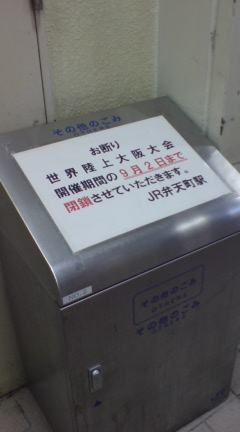
大会期間中、駅でのゴミ箱は封印された（JR弁天町駅にて）

本大会は世界中から多数の選手やマスコミが集まること、また天皇・皇后が開会式に出席することなどから、大阪府警察による入念なテロ対策が大会期間中採られた。
大会の直前に大阪府警察は大規模な対テロ訓練を敢行。
大会期間中は競技場や鉄道の駅など人の集まる場所が警備の対象となった。さらに選手の宿泊施設もアメリカ選手団など一部の国の選手団はどこに宿泊しているかは明らかにされていない。
また大会期間中、JR西日本・大阪市営地下鉄・阪急電鉄など鉄道各社は駅でのゴミ箱の使用を禁止した。これは地下鉄サリン事件、ロンドン同時爆破事件などを考慮したものと考えられる。

## ボランティア
今大会では公募で集まった一般ボランティアに加えて、学歴詐称が発覚し停職処分を受けた一人を含む，大阪市職員1000人余りをボランティアとして参加させた。

## 今大会でのトラブル
例年と比べて、先述のセレモニー関連や、非常に杜撰な競技運営が浮き彫りとなった大会であった。
- 8月26日、エリトリアの参加選手に対し大会運営側がホテルが用意できなかったトラブルが発生し、選手がホテルのロビーに設置されているソファーで寝るといった事態にまで陥ったと報道された。国際陸上競技連盟（IAAF）側は8月30日になり、ホテルの部屋の追加を発表した[6][7]。
- 8月31日、公募で集まったボランティアの一部が競技中にもかかわらず、携帯電話のカメラなどで写真撮影を行ったとして国際陸上競技連盟が組織委員会に対し抗議をしたことが明らかになった[8]。
- 9月1日、競歩男子50kmにおいて、競技役員が8位争いをしていた山崎勇喜選手に対し周回コースがあと1周残っているのにもかかわらず場内に誤誘導した。その結果、山崎選手は規定距離である50キロメートルに足らない状態でゴールしてしまった（コース離脱）ため、途中棄権扱いとなった。山崎が「順位もつかず、歩型違反でもない失格はすごく悔しい」とのコメントが報道されているように、いったんは競技場の電光掲示板に「5位」と表示され、その後「失格(DQ)」、後に組織委員会からの発表が「棄権(DNF)」と訂正されるゴタゴタもあった。正副の周回記録員相互と誘導員間といった競技役員どうしの連携ミスと、周回不足選手を誤って誘導し、引き返すよう指示する義務を怠るミスがあったためとされる。レース終了後、組織委員会競技運営本部長の桜井孝次日本陸上競技連盟名誉副会長と、誤誘導の現場に居合わせた組織委員会競技運営副本部長の吉見正憲大阪陸上競技協会理事長が記者会見し、組織委員会として山崎選手と日本選手団に謝罪した。記者会見で高橋勲道路競技審判長は、「たまたま考えられないミスが出た。たまたま、そういうミスが今日出た」と「たまたま」を連呼し偶発事故と主張、さらには今大会主管であった日本陸連が「山崎に対して救済措置は取らない」という方針を示し[9]、誠意のない態度であったため、批判が出ている[10] がこれに関しては誘導される直前9位に落ちており、ペースも大幅に落ちていたことからそのまま進んでいた場合でも入賞は厳しく同情論と五輪救済措置は別という意見も多い（山崎選手本人も認めるコメントをしている）。大阪陸上競技協会は50キロメートル競歩の実施経験がなかったことも報道された。
- 9月7日、報道によれば、アメリカ・カナダの選手団が滞在していた選手村で、8月20日から27日の間、テロ対策のため出入りが禁じられていた選手・役員専用のレストランに、医事衛生業務担当のボランティアをしていた大阪市職員2人が入り込み、食事をしていたことが発覚した。大阪市役所によると、うち1人は、学歴詐称で停職処分となっていた。学歴詐称停職職員は5回、もう1人は3回ずつ入り込み、セキュリティボランティアや警備員の制止にもかかわらず「ADカード（アクレディテーションカード）では、許されている」などと言って食事を続けた。世界陸上ボランティアのADカードには、選手団食堂の入室を制限していたが、2人のADカードには利用可能のマークが記載されていた。「ADカードを見せたら入れた」と職員がいっており、他のボランティアは組織委員会から支給された弁当を食べたり、支給された食事券で弁当を買うなどしていたが、選手村食堂はバイキング形式で選手らは無料だった。組織委員会は「医事衛生とドーピングコントロールに携わるボランティアのADカードを発行する際にミスがあったようだが、全権限が国際陸上競技連盟にあり組織委員会ではチェックできなかった」と釈明した[11]。
- 初日の男子マラソンの際、エイドステーションにてドリンクが長時間放置されていたのか、スペシャルドリンク・ゼネラルドリンクともまるで「お湯」のような状態となっていた（この大会では、魔法瓶型のスペシャルドリンクは認可されなかった）。最終日の女子マラソンの時は、逆に数箇所でドリンクが凍っており、全く飲めない状態となっていた。

## 放送局
- 日本 - TBSテレビ
  - 「ホストブロードキャスト」として、大会の国際映像を制作。地元局（JNN準基幹局）の毎日放送（MBS）が制作に協力していたほか、他のJNN加盟各局からも技術スタッフが派遣された。
    - 日本国内では初めての世界陸上であった1991年の東京大会では、当時日本国内向けの独占放送権を保有していた日本テレビ放送網が「ホストブロードキャスト」の役割を担っていた。TBSが日本テレビに代わってこの権利を取得したのは、1997年のアテネ大会からであったため、日本国内で開催される世界陸上の中継をTBSが制作・放送することは当大会が初めてであった。

  - 地上波（TBSテレビ系列）向けの中継番組では、織田裕二（俳優・歌手）と中井美穂（フジテレビ出身のフリーアナウンサー）が、1997年のアテネ大会から6大会続けてメインキャスターを担当。前回（2005年のヘルシンキ大会）の中継番組からテーマソングに使われている「All my treasures」については、前述したように当大会の公式ソングにも採用されたほか、「シングル曲」としてのリリースが初めて実現した。8月25日にメイン会場の長居スタジアムで催された開会式では、公式イベントの一環として、織田がこの曲をフィールド上で歌っている。
  - 長居スタジアムで組まれていた競技については、トラック種目を主に地上波、フィールド種目を主にBSデジタル放送（当時のBS-i）で生中継。トラック種目とフィールド種目を同時に進行している場合には、地上波で放送できない種目をBS-i（現在のBS-TBS）で中継することによって「全競技中継」を事実上実現させていた。なお、大会の序盤には、英語が堪能な安良城紅（歌手）を「フィールドキャスター」に起用している。
  - MBSからは技術スタッフに加えて、当時の現職アナウンサーを3名（スポーツアナウンサーを1名）派遣。「日本一足の速い女性アナウンサー」との異名を持つ西村麻子（実父は同志社大学体育会陸上競技部の監督や夏季オリンピック日本選手団の短距離走コーチを歴任した西村彰）が地上波の中継番組、日本語・英語・朝鮮語のトライリンガルである八木早希（2011年3月の退社を機にフリーアナウンサーへ転身）がBS-iの中継番組でキャスターを務めたほか、地上波での関連番組に揃って出演していた。
    - MBSのスポーツアナウンサーからは、近藤亨が一部のフィールド種目（男子円盤投、女子ハンマー投、女子やり投など）で実況を担当。世界陸上のエドモントン大会（2001年）・パリ大会（2003年）中継に実況要員として派遣されていた馬野雅行は、自社での担当番組（プロ野球中継や当時メインキャスターを務めていた平日夕方のローカル報道番組『VOICE』など）との兼ね合いで中継番組に出演できなかったものの、『VOICE』を放送していなかった9月2日（日曜日）の閉会式（長居スタジアム）で司会を務めた（カナダへの留学経験を持つ同僚の河田直也が英語によるアナウンスを担当）。
    - TBSテレビが当大会のPRを目的に製作した宣材（広告やクリアファイルなど）では、「TBS・MBS系独占放送」と明記されていたものの、「MBS」の社名ロゴに「TBS」の社名ロゴ（いずれも当時）と同じ字体（ローマン体）を用いていた。一方のMBSでは、当大会を最後に、自社のアナウンサーをTBSテレビの中継番組へ派遣していない。
- 大会期間中の8月27日には、グルメ杵屋の納入によるバイキング形式のランチを食べていたTBSのスタッフから、57名が食中毒に罹患。13名が入院する事態に至った[12]。
- オーストラリア - SBS TV
- ブラジル - MultiTV
- カナダ - カナダ放送協会
- カリブ - CMC
- 中国 - CCTV
- 韓国 - KBS
- イギリス - BBC
- アメリカ - NBC、Versus、WCSN